# Lac Utonai
Le lac Utonai (ウトナイ湖, Utonai-ko) est un lac d'eau douce du Japon, situé dans le Sud-ouest de l'île de Hokkaidō. Il est devenu la première réserve ornithologique au Japon en 1981 et il a été désigné site Ramsar en 1991.

## Géographie

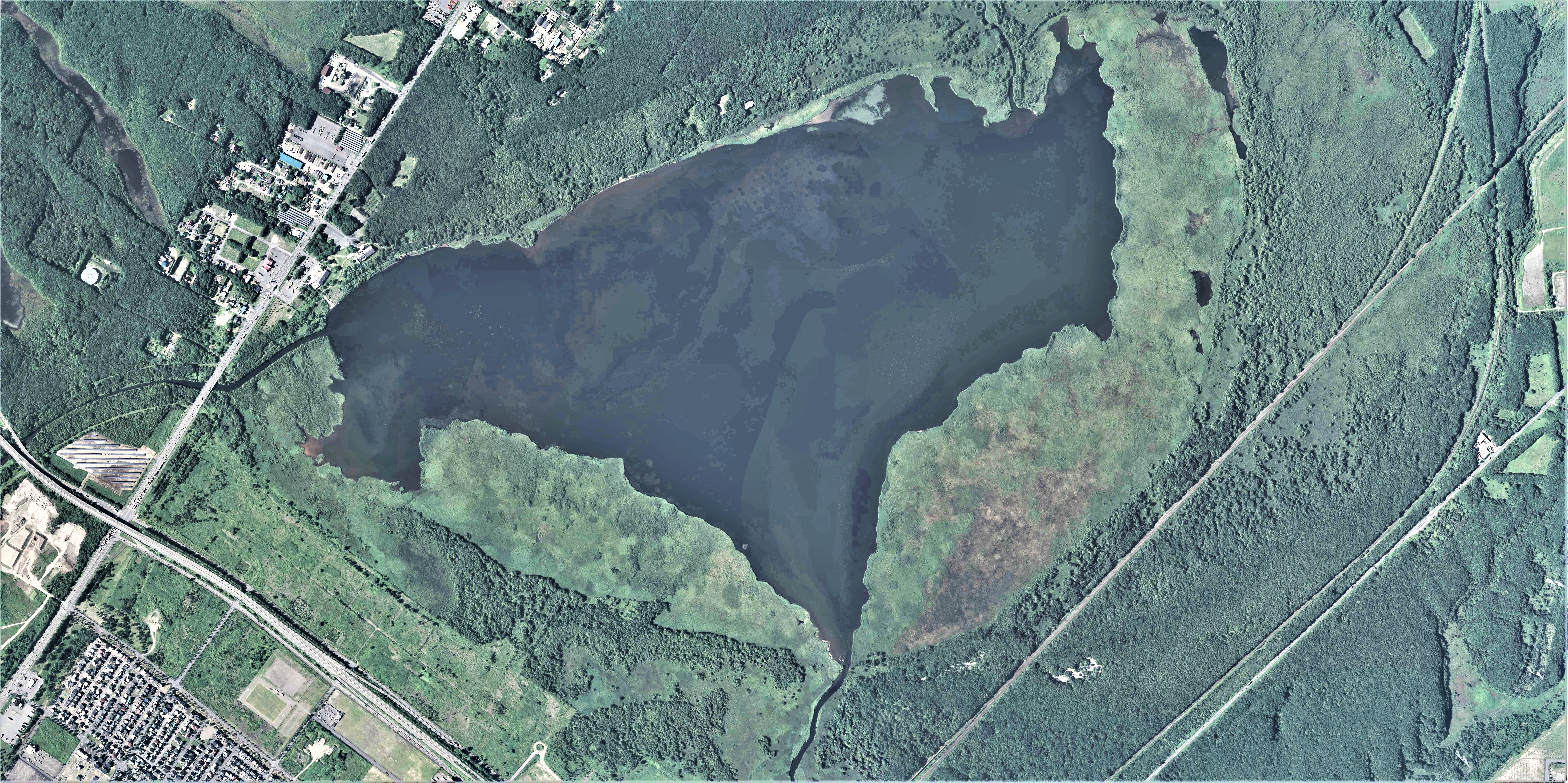
Vue aérienne du lac.

### Situation
Le lac Utonai est situé sur le territoire du ville de Tomakomai, dans la sous-préfecture d'Iburi. Il est situé à 8 km de la côte de l'océan Pacifique.

### Topographie
Le lac Utonai a une superficie totale de 2,20 km2 pour une profondeur moyenne de 0,6 m. Sa circonférence fait environ 9 kilomètres.

## Faune et flore
Le lac et les zones humides environnantes abritent une population diversifiée d'animaux et de plantes. Plus de 260 types d'oiseaux ont été aperçus dans la région, dont beaucoup utilisent le lac Utonai comme halte migratoire et zone d'hivernage. Des milliers de canards, de cygnes et d'oies l'utilisent, y compris l'oie rieuse, le cygne chanteur et le cygne siffleur. D'autres oiseaux ont été identifiés comme la bernache du Canada, la cigogne orientale, l'autour des palombes, le pygargue à queue blanche, le pygargue empereur, le faucon pèlerin, la grue du Japon, le busard des roseaux et le bruant auréole.
Plus de 3900 types d'insectes ont été identifiés comme habitant le lac et ses environs.
Le lac Utonai est entouré des roseaux, d'une forêt alluviale et de zizania latifolia. Plus de 500 variétés de plantes ont été identifiées dans et autour du lac.